# دانشگاه سلیمان دمیرل
دانشگاه سلیمان دمیرل (قزاقی: SDU University, روسی: SDU University, به اختصار SDU) یک دانشگاه خصوصی در قزاقستان است که در بخش کاسکلن واقع شده‌است و در سال 1996 بنیانگذاری شده است.